# Jeon So-min
Jeon So-min (전소민?, 全昭旻?, Chŏn SominMR; Goyang, 7 aprile 1986) è un'attrice sudcoreana.
Ha esordito nel 2004 nella sitcom Miracle e ha ottenuto il suo primo ruolo da protagonista nel 2013 nel serial Oh Ro-ra gongju, grazie al quale ha vinto il premio di Attrice rivelazione agli MBC Drama Award. Dal 2017 al 2023 ha fatto inoltre parte del cast fisso del varietà Running Man.

## Filmografia

### Cinema
- Cinderella (신데렐라?), regia di Bong Man-dae (2006)
- Help Me (헬프 미?) – cortometraggio (2011)
- Love Call (러브콜?), regia di Kim Sam-ryuk (2012)
- Sun Cream (썬크림?) – cortometraggio (2013)
- Dubeonhalkka-yo (두번할까요?), regia di Park Yong-jib (2019) – cameo
- Na-ui ireum (나의 이름?), regia di Heo Dong-woo (2020)
- Igongsamchil (이공삼칠?), regia di Mo Hong-jin (2022)
- Yeor-yeodeolp cheongchun (열여덟 청춘?), regia di Eo Il-seon (2024)

### Televisione
- Miracle (미라클?) – serie TV (2004)
- Abeoji-ui bada (아버지의 바다?) – miniserie TV (2004)
- San neomeo namchon-eneun (산 너머 남촌에는?) – serial TV (2007)
- Appaset eommahana (아빠 셋 엄마 하나?) – serie TV (2008)
- Eden-ui dongjjok (에덴의 동쪽?) – serie TV (2008-2009)
- Joseon X-File gichalbirok (조선X파일 기찰비록?) – serie TV, episodio 6 (2010)
- Saranghagil jalhaess-eo (사랑하길 잘했어?) – serie TV (2010-2011)
- Jungle Fish 2 (정글피쉬 2?) – serie TV, episodio 3 (2010)
- Royal Family (로열 패밀리?) – serie TV (2011)
- Dong-anminyeo (동안미녀?) – serie TV, episodi 7, 9 (2011)
- Yeongdeok womens' ssireumdan (영덕 우먼스 씨름단?) – film TV (2011)
- Gwang-yeom sonata (광염 소나타?) – film TV (2011)
- Insu daebi (인수대비?) – serie TV, episodi 56-58, 60 (2011-2012)
- Oh Ro-ra gongju (오로라 공주?) – serial TV (2013)
- Eomma-ui jeong-won (엄마의 정원?) – serial TV, episodio 16 (2014)
- Kkeuch-eomneun sarang (끝없는 사랑?) – serie TV (2014)
- Hanyeodeul (하녀들?) – serie TV (2014)
- Sim-yasikdang (심야식당?) – serie TV, episodio 13 (2015)
- Nae-ildo seungni (내일도 승리?) – serie TV (2015-2016)
- Honsunnamnyeo (혼술남녀?) – serie TV, episodio 10 (2016)
- 1%ui eotteon geot (	1%의 어떤 것?) – serie TV (2016)
- Aetaneun romance (애타는 로맨스?) – serie TV, episodio 1 (2017)
- Habaeg-ui sinbu 2017 (하백의 신부 2017?) – serie TV, episodio 4 (2017)
- Single Wife (싱글와이프?) – serie TV, episodio 1 (2017)
- Alex Cross (크로스?) – serie TV (2018)
- Na-ui heug-yeoksa odamnote (나의 흑역사 오답노트?), regia di Hwang Seung-gi – film TV (2018)
- Top Star Yubaeg-i (톱스타 유백이?) – serie TV (2018-2019)
- Saeng-ilpyeonji (생일편지?) – miniserie TV (2019)
- Big data yeon-ae (빅데이터 연애?) – film TV (2019)
- Geuraeseo naneun antifan-gwa gyeolhonhaetda (그래서 나는 안티팬과 결혼했다?) – serie TV, episodio 11 (2021)
- Huisu (희수?) – miniserie TV (2021)
- Show Window: Yeo-wang-ui jip (쇼윈도: 여왕의 집?) – serie TV (2021-2022)
- Cleaning Up (클리닝 업?) – serie TV (2022)
- Delivery Man (딜리버리 맨!?) – serie TV, episodio 4 (2023)

## Discografia

### Singoli
- 2014 – He_Starlight (Kim Dong-wan feat. Jeon So-min)
- 2019 – Confession, Come Out Now (con i Soran e Yoo Jae-suk)
- 2019 – I Like It (con il cast di Running Man)
- 2021 – Blue & Blue (Choi Botton con narrazione di Jeon So-min)
- 2021 – I Love You (Choi Botton con narrazione di Jeon So-min)
- 2021 – Why Not Cut Long Hair (Choi Botton con narrazione di Jeon So-min)

## Riconoscimenti
- Asia Model Award
  - 2014 – Stella dei drama per Oh Ro-ra gongju[5]
  - 2017 – Stella popolare[6]
- KBS Drama Award
  - 2021 – Miglior attrice in un drama speciale/film televisivo per Huisu[7]
- Korea Drama Award
  - 2022 – Premio all'eccellenza (attrici) per Show Window: Yeo-wang-ui jip[8]
- Korea First Brand Award
  - 2018 – Premio modella pubblicitaria[9]
  - 2021 – Miglior intrattenitrice[10]
- MBC Drama Award
  - 2013 – Attrice rivelazione per Oh Ro-ra gongju[2]
- SBS Entertainment Award
  - 2017 – Miglior principiante in un varietà per Running Man[11]
  - 2017 – Miglior coppia con Lee Kwang-soo per Running Man[12]
  - 2018 – Premio all'alta eccellenza in un varietà per Running Man[13][14]
  - 2020 – Premio contenuto d'oro con il cast di Running Man[15]